# Babice (gmina Nędza)
Babice, německy Babitz a v letech 1936–1945 Jungbirken, jsou vesnice ve gmině Nędza v okrese Ratiboř v jižním Polsku v Horním Slezsku. Geograficky se nacházejí v geomorfologickém celku Płaskowyż Rybnicki a ve Slezském vojvodství.

## Původ názvu
Název je odvozen od historického vlastníka vesnice - muž jménem Baba.

## Historie a popis
Archeologicky je doloženo sídliště ze 6. až 10. století nacházelo sídliště, objevené v roce 1913. Novodobá vesnice byla založena asi ve 14. století. V plebiscitu v Horním Slezsku v roce 1922 se obyvatelé Babic většinově vyslovili pro setrvání v Německu. Kostel kościół św. Anny byl postaven v letech 1937–1939 a vedle něj stojí kaple se sochou svatého Jana Nepomuckého. Vesnicí kdysi procházela úzkorozchodná železniční trať z Gliwic do Ratiboře, jejíž součástí bylo i místní nádraží, které bylo zničeno v roce 1945, ačkoli železnice fungovala až do 80. let 20. století. V roce 1945 přešla vesnice pod polskou správu. V letech 1975-1998 vesnice administrativně patřila do již zaniklého Katovického vojvodství. Babice jsou sídlem sołectwa.

### Turistické trasy
- Szlak im. Polskich Szkół Mniejszościowych
- cyklostezky

## Galerie

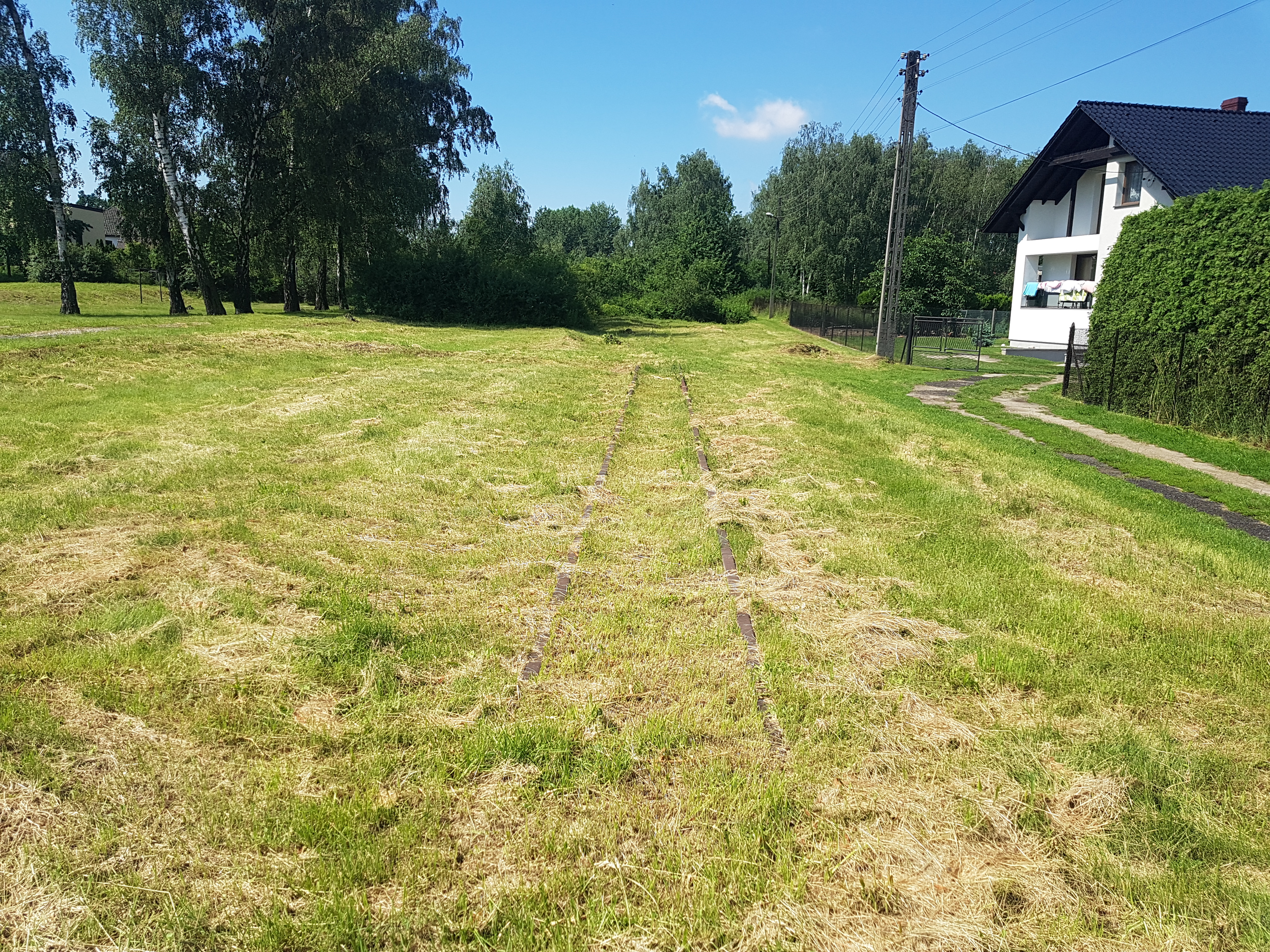
Pozůstatky úzkorozchodné železniční trati